# 米利暗

“亚伦的姐姐，女先知米利暗手里拿着鼓；众妇女也跟她出去拿鼓跳舞。”（出埃及记15章19节）。
彩繪手抄本，托米奇诗篇，1360/63，莫斯科州立历史博物馆

米利暗，天主教思高聖經譯米黎盎，是前十三世紀的耶和華的女先知，是暗蘭和約基別的大女兒，亞倫和摩西的姐姐。她在旧约圣经中首次出现于出埃及记。米利暗這名子在新約希臘語文中的形式是馬利亞（丁道爾舊約聖經註釋出埃及記P143）
根据出埃及记的记载，埃及法老命令杀死新生的希伯来男孩，約基別生下摩西以后，就派婴儿的姐姐（传统上认为是米利暗）把婴儿放在河边芦荻中，被法老的女儿发现并收养。米利暗又建议法老的女儿雇用約基別为奶妈，因此，摩西在希伯来家庭中养育。（《出埃及记》第2章第4节）
摩西帶領以色列人离开埃及，前往上帝所應許的流著奶與蜜之地──迦南地（巴勒斯坦的古地名，在今天約旦河與死海的西岸一帶）。当法老的军队淹死在红海中，无法追上以色列人时，米利暗被称为女先知，领头唱起庆祝胜利的歌曲（《出埃及记》第15章第20-21节）。  
“你们要歌颂耶和华，因祂大大战胜，将马和骑马的投在海中。”
后来，她因为不满摩西娶了一个古实女子叶特罗之女西坡拉，就毁谤他，因而患了痲疯。摩西为她哀求耶和华“神阿，求你医治她。”（El nah refa nah-la），于是在7天后得到復原。（《民数记》第12章）。弥迦书显然也将她列为先知：“我曾将你从埃及地领上来，从为奴之家救赎你；我也差遣摩西、亚伦和米利暗在你前面行。”（《弥迦书》第6章第4节）
聖經民數記20:1 （页面存档备份，存于） 說到米利暗的死：「正月間，以色列全會眾到了尋的曠野，就住在加低斯。米利暗死在那裡，就葬在那裡。」